# Préaux-du-Perche
Préaux-du-Perche és un municipi francès situat al departament de l'Orne i a la regió de Normandia. L'any 2007 tenia 554 habitants.

## Demografia

### Població
El 2007 la població de fet de Préaux-du-Perche era de 554 persones. Hi havia 214 famílies de les quals 56 eren unipersonals (24 homes vivint sols i 32 dones vivint soles), 61 parelles sense fills, 81 parelles amb fills i 16 famílies monoparentals amb fills.
La població ha evolucionat segons el següent gràfic:
Habitants censats

### Habitatges
El 2007 hi havia 330 habitatges, 221 eren l'habitatge principal de la família, 82 eren segones residències i 26 estaven desocupats. 310 eren cases i 19 eren apartaments. Dels 221 habitatges principals, 158 estaven ocupats pels seus propietaris, 59 estaven llogats i ocupats pels llogaters i 4 estaven cedits a títol gratuït; 4 tenien una cambra, 20 en tenien dues, 44 en tenien tres, 47 en tenien quatre i 107 en tenien cinc o més. 183 habitatges disposaven pel capbaix d'una plaça de pàrquing. A 91 habitatges hi havia un automòbil i a 116 n'hi havia dos o més.

### Piràmide de població
La piràmide de població per edats i sexe el 2009 era:
| Homes | Edats   | Dones |
| ----- | ------- | ----- |
| 0     | 95 o +  | 0     |
| 0     | 90 a 94 | 0     |
| 0     | 85 a 89 | 16    |
| 0     | 80 a 84 | 4     |
| 20    | 75 a 79 | 12    |
| 12    | 70 a 74 | 12    |
| 4     | 65 a 69 | 12    |
| 0     | 60 a 64 | 4     |
| 8     | 55 a 59 | 8     |
| 16    | 50 a 54 | 12    |
| 16    | 45 a 49 | 16    |
| 40    | 40 a 44 | 24    |
| 16    | 35 a 39 | 20    |
| 28    | 30 a 34 | 28    |
| 12    | 25 a 29 | 16    |
| 8     | 20 a 24 | 8     |
| 16    | 15 a 19 | 24    |
| 36    | 10 a 14 | 36    |
| 12    | 5 a 9   | 4     |
| 16    | 0 a 4   | 36    |

## Economia
El 2007 la població en edat de treballar era de 369 persones, 293 eren actives i 76 eren inactives. De les 293 persones actives 264 estaven ocupades (147 homes i 117 dones) i 29 estaven aturades (12 homes i 17 dones). De les 76 persones inactives 30 estaven jubilades, 27 estaven estudiant i 19 estaven classificades com a «altres inactius».

### Ingressos
El 2009 a Préaux-du-Perche hi havia 200 unitats fiscals que integraven 541 persones, la mediana anual d'ingressos fiscals per persona era de 17.775 €.

### Activitats econòmiques
Dels 23 establiments que hi havia el 2007, 1 era d'una empresa alimentària, 1 d'una empresa de fabricació d'altres productes industrials, 3 d'empreses de construcció, 4 d'empreses de comerç i reparació d'automòbils, 1 d'una empresa de transport, 2 d'empreses financeres, 1 d'una empresa immobiliària, 4 d'empreses de serveis, 1 d'una entitat de l'administració pública i 5 d'empreses classificades com a «altres activitats de serveis».
Dels 3 establiments de servei als particulars que hi havia el 2009, 1 era una lampisteria, 1 electricista i 1 agència immobiliària.
Dels 2 establiments comercials que hi havia el 2009, 1 era una botiga de més de 120 m² i 1 una llibreria.
L'any 2000 a Préaux-du-Perche hi havia 25 explotacions agrícoles que ocupaven un total de 1.800 hectàrees.

## Equipaments sanitaris i escolars
El 2009 hi havia una escola elemental integrada dins d'un grup escolar amb les comunes properes formant una escola dispersa.

## Poblacions més properes
El següent diagrama mostra les poblacions més properes.